# Kazuhisa Ishii
Kazuhisa Ishii (石井 一久, Ishii Kazuhisa) (né le 9 septembre 1973 à Chiba, Japon) est un ancien lanceur gaucher de baseball. 
Il joue, surtout comme lanceur partant, dans la Ligue centrale du Japon pour les Yakult Swallows de 1992 à 2001, en 2006 et 2007, puis pour les Saitama Seibu Lions en 2008 et 2013. Il évolue aussi dans la Ligue majeure de baseball comme lanceur partant des Dodgers de Los Angeles, et des Mets de New York de 2002 à 2005.